# 2-ヒドロキシイソフラバノンシンターゼ
2-ヒドロキシイソフラバノンシンターゼ（2-hydroxyisoflavanone synthase）は、イソフラボノイド生合成酵素の一つで、次の化学反応を触媒する酸化還元酵素である。
リクイリチゲニン + 2 NADPH + 2 H+ + O2 {\displaystyle \rightleftharpoons } 2,4',7-トリヒドロキシフラバノン + 2 NADP+ + H2O
アピゲニン + 2 NADPH + 2 H+ + O2 {\displaystyle \rightleftharpoons } 2-ヒドロキシ-2,3-ジヒドロゲニステイン + 2 NADP+ + H2O
この酵素の基質はリクイリチゲニン (又はアピゲニン)、NADPH、H+とO2で、生成物は2,4',7-トリヒドロキシフラバノン (又は2-ヒドロキシ-2,3-ジヒドロゲニステイン)、NADP+とH2Oである。
組織名はliquiritigenin,NADPH:oxygen oxidoreductase (hydroxylating, aryl migration)である。